# Selaginella parishii
Selaginella parishii är en mosslummerväxtart som beskrevs av Underw.. Selaginella parishii ingår i släktet mosslumrar, och familjen mosslummerväxter. Inga underarter finns listade i Catalogue of Life.